# Чарг—Штраусов синдром
Чарг—Штраусов синдром или алергијска грануломатоза је веома редак облик васкулитиса (запаљење крвних судова). Код болесника се јављају знакови васкулитиса на кожи и унутрашњим органима, а ови симптоми су често удружени са астмом и повећаним бројем еозинофилних гранулоцита у крви.
Болест су први описали доктори Џејкоб Чарг и Лоте Штраус у једној њујоршкој болници 1951. године.

## Етиологија
Као и код других облика васкулитиса, Чарг—Штраусов синдром изазива већи број различитих фактора. Верује се да неки наследни фактори (гени), инфекција или други чиниоци из спољне средине могу довести до развоја обољења.

## Клиничка слика
Болест се јавља код старијих мушкараца, обично након дугогодишње астме. Присутни су висока температура, губитак телесне тежине након продромалне фазе са алергијском ринитисом (алергијска упала слузокоже носа). У другој фази болести се јављају еозинофилни инфилтрати плућног ткива, уз еозинофилију (повећање броја еозинофила у периферној крви) са сликом полиартеритиса (запаљење више зглобова), као и напади бронхијалне астме. Тада у клиничкој слици доминирају кожне лезије, уз појаву пурпуре (црвенило коже у виду тачкастих крварења или већих подлива), појава гастроинтестиналних крварења и бола у трбуху, конгестивна срчана инсуфицијенција услед нодуларног перикардитиса (обољења срчане марамице), ендотелијална фиброза и еозинофилни инфилтрати, као и знакови обољења бубрега услед фокалног некротизирајућег гломерулонефритиса (упала бубрежних гломерула). Код око 60% болесника се јављају промене на зглобовима, а може бити присутна моно- или полинеуропатија, патолошке промене у параназалним синусима и појава плућних инфилтрата.

## Дијагноза
Дијагноза се поставља на основу анамнезе, клиничке слике, лабораторијских налаза (повећање броја еозинофила и нивоа имуноглобулина Е), хистолошког налаза биоптичког узорка коже или плућа итд.

## Лечење
Током терапије се примењују гликокортикоиди, а по потреби и цитотоксични лекови. Осим тога, користе се медикаменти за сузбијање пропратних симптома: антихипертензиви (лекови против високог крвног притиска), кардиотоници (средства за ојачање срчаног мишића) и антибиотици.